# 文成吉
文 成吉（Moon Sung Kil、ムン・ソンギル、1963年7月20日 - ）は、大韓民国出身の元プロボクサー。ソウル特別市出身。元WBA世界バンタム級王者。元WBC世界スーパーフライ級王者。世界2階級制覇王者。

## 来歴
1984年、韓国代表としてロサンゼルスオリンピックボクシングバンタム級に出場し、ベスト8入り。
1987年3月8日、プロデビュー。
1988年8月14日、7戦目で世界初挑戦。WBA世界バンタム級王者カオコー・ギャラクシー（タイ）に挑み、6回負傷判定勝ち。王座獲得に成功した。その後、2度の防衛に成功。
1989年7月9日、3度目の防衛戦でカオコーと再戦し、0-3の大差判定負け。前王者の雪辱を許し、王座から陥落した。
1990年1月20日、1階級下げての世界再挑戦。WBC世界スーパーフライ級王者ナナ・コナドゥ（ガーナ）に挑み、9回負傷判定勝ち。2階級制覇を達成した。その後は元同級王者ヒルベルト・ローマン（メキシコ）、元WBC世界バンタム級王者グレグ・リチャードソン（アメリカ合衆国）、元世界2階級王者イラリオ・サパタ（パナマ）や、松村謙二（日本）らの挑戦を退け、通算9度の防衛に成功。
1993年11月13日、10度目の防衛戦。帝拳プロモーションマネージメント契約選手でもあるホセ・ルイス・ブエノ（メキシコ）と対戦。フルラウンドの激闘の末、1-2の判定負けで王座陥落。この試合を最後に引退した。

## 獲得タイトル
- WBA世界バンタム級王座（防衛2）
- WBC世界スーパーフライ級王座（防衛9）